# Sentimento do Mundo
Sentimento do Mundo é o terceiro livro de poemas de Carlos Drummond de Andrade, publicado em 1940, escrito após Alguma poesia (1930) e Brejo das almas (1934). Drummond, considerado pela crítica nacional um dos maiores poetas brasileiros, mostra nessa obra sua faceta mais madura e atenta às fragilidades e angústias humanas.

## Características
Em Sentimento do mundo, o poeta revela principalmente sua preocupação com as transformações de um mundo ameaçado pelo Nazismo e pela Segunda Guerra Mundial e fragilizado pela ditadura varguista. Diante desse cenário, Drummond lança-se a novas dimensões temáticas: a política e a social, as quais amadurecem em A Rosa do Povo (1945). Dessa observação atenta das tensões cotidianas, surge uma acidez que revela um poeta inquieto de seu tempo, mas sem perder a delicadeza com que se expressa desde seus primeiros versos, nos quais sobressai uma visão lúcida e mais subjetiva da realidade. O crítico Silviano Santiago vê em Sentimento do Mundo uma visão de mundo "sombria e pessimista (...) que se justapõe à esperança da revolução e da utopia”. Deste cruzamento entre o "eu" e o mundo, surge uma poesia mais compromissada e um poeta mais consciente diante de importantes questões humanas e  das complexas relações que o homem trava com seu tempo, em uma linguagem seca e precisa.

## Índice de poemas
1. "Sentimento do Mundo"
2. "Confidência do Itabirano"
3. "Poema da Necessidade"
4. "Canção da Moça-Fantasma de Belo Horizonte"
5. "Tristeza do Império"
6. "O Operário no Mar"
7. "Menino Chorando na Noite"
8. "Morro da Babilônia"
9. "Congresso Internacional do Medo"
10. "Os Mortos de Sobrecasaca"
11. "Brinde no Juízo Final"
12. "Privilégio do Mar"
13. "Inocentes do Leblon"
14. "Canção de Berço"
15. "Indecisão do Méier"
16. "Bolero de Ravel"
17. "La Possession du Monde"
18. "Ode no Cinquentenário do Poeta Brasileiro"
19. "Os Ombros Suportam o Mundo"
20. "Mãos Dadas"
21. "Dentaduras Duplas"
22. "Revelação do Subúrbio"
23. "A Noite Dissolve os Homens"
24. "Madrigal Lúgubre"
25. "Lembrança do Mundo Antigo"
26. "Elegia 1938"
27. "Mundo Grande"
28. "Noturno à Janela do Apartamento"